# Apaidia barbarica
Apaidia barbarica is een vlinder uit de familie van de spinneruilen (Erebidae), onderfamilie beervlinders (Arctiinae). De wetenschappelijke naam van de 
soort is voor het eerst geldig gepubliceerd in 1998 door Durante.
Deze nachtvlinder komt voor in Europa.